# São José do Batatal
São José do Batatal é um distrito do município brasileiro de Ubaporanga, no interior do estado de Minas Gerais. Segundo o censo demográfico de 2022, realizado pelo Instituto Brasileiro de Geografia e Estatística (IBGE), sua população era de 1 535 habitantes e havia 527 domicílios particulares permanentes ocupados. Possui área de 32,38 km² conforme a Fundação João Pinheiro (FJP).
Foi criado pela lei municipal nº 10 de 14 de abril de 1992. O distrito se encontra a 9 km do centro de Ubaporanga, a 298 km da capital Belo Horizonte e a 9,7 km de seu distrito irmão, São Sebastião do Batatal.

## Geografia
São José do Batatal situa-se na região leste do município de Ubaporanga. O distrito é ligado ao centro de Ubaporanga e a São Sebastião do Batatal por estradas rurais.
De acordo com o IBGE, em 2010 a população era de 1 313 habitantes e havia 489 domicílios particulares.

## Educação
O distrito serve a população com as escolas C.E.I.M Paula Barbosa da Silva e a E.E. Cesarino Alves Pereira, além de outras escolas menores nos córregos pertencentes.

## Religião
A capela de São José é uma das igrejas católicas do distrito que pertencem à Paróquia São Domingos de Gusmão de Ubaporanga, e à Diocese de Caratinga.